# Hipogeu Durall i Maig
L'Hipogeu Durall i Maig és un sepulcre del municipi de Lloret de Mar (Selva) que forma part de l'Inventari del Patrimoni Arquitectònic de Catalunya. Aquest hipogeu està situat a l'avinguda de Sant Josep del cementiri de Lloret de Mar i està construït amb pedra de Montjuïc.

## Descripció
Es tracta d'una base rectangular i una forma piramidal i estructura amb teulada de dues vessants a laterals. La decoració, en comparació amb obres més antigues del mateix autor al mateix cementiri (Alcoy, 1990) és més simplificada i menys complexa. Es tracta d'una ornamentació vegetal (cep i fulles de parra, simbologia de la ressurrecció) al voltant d'una creu sòbria amb crismó (IHS) situada a l'inici de la carena de la teulada. Estilísticament, a causa d'aquest allunyament de la tendència ornamental barroquitzant dels anys anteriors, marcaria el pas del Modernisme al Noucentisme.
Pel que fa al conjunt del cementiri de Lloret de Mar, és reconegut per oferir un dels conjunts d'escultura funerària modernista més importants del país. El cementiri s'articula al voltant l'avinguda Principal i la de Sant Josep (lateral esquerra). El conjunt de sepultures més interessants, la majoria de les quals estan realitzades amb pedra de Montjuïc (Barcelona) o de Girona, i amb marbre, en alguns casos de Carrara (Itàlia), són les sepultures ricament esculpides dels rics lloretencs: indianos que havien arribat de fer fortuna, metges, notaris i rendistes. Hi ha obres projectades pels arquitectes Bonaventura Conill i Montobbio (1876-1946), Vicenç Artigues i Albertí (1876-1963), Josep Puig i Cadafalch (1862-1957) i Antoni Maria Gallissà i Soqué (1861-1903); i esculpides, entres d'altres, per Ismael Smith Marí (1886-1972).

## Història
L'autoria d'aquest hipogeu és de Vicenç Artigas Albertí i és un projecte de 1908. Fou propietat de Francisca i Cristina Durall i Maig. Pel que fa al cementiri, les primeres referències d'un nou cementiri són de 1874, però oficialment es va començar a tractar la necessitat de construir un nou cementiri més allunyat de la vila l'any 1891. El terreny escollit fou el lloc anomenat Mas d'en Bot, al costat de l'Ermita de Sant Quirze i que pertanyia al Sr. Salvador Bianchi. Les obres van començar el 1896-1899 i van acabar el 1901. La capella es va acabar el 1903, i fou construïda per Joan Soliguer. Pel que fa als panteons i hipogeus de primera classe, aquests varen ser encomanats majoritàriament a arquitectes. Els projectes dels panteons i hipogeus del nou cementiri foren d'A M. Gallissà, J. Puig i Cadafalc, V. Artigas i Albertí, B. Conill i Montobbio i R. M. Ruidor.